# Raoul Rizik
Raoul N. Rizik (* 5. November 1947 in Santo Domingo, Dominikanische Republik; † 2. Oktober 2013 in Los Angeles, USA) war ein dominikanisch-amerikanischer Schauspieler.

## Leben
Riziks Familie siedelte 1960 von der Dominikanischen Republik über nach Washington DC, Raoul studierte später an der University of Maryland und machte den Master in Zweisprachiger Erziehung. 1989 zog er nach Los Angeles.
Raoul Rizik war Mitglied der Socialist Equality Party und schrieb unter dem Pseudonym Ramón Valle Artikel für deren Website. Im Oktober 2013 verstarb er nach langem Kampf mit Diabetes und anderen chronischen Krankheiten.

## Filmografie (Auswahl)
- 1987: Nachrichtenfieber – Broadcast News (Broadcast News)
- 1990: The New Adam-12 (Fernsehserie, eine Folge)
- 1990: Beverly Hills, 90210 (Fernsehserie, eine Folge)
- 1990: Unser lautes Heim (Growing Pains, Fernsehserie, 2 Folgen)
- 1991: American Steel (Diplomatic Immunity)
- 1992: Double Edge (Fernsehfilm)
- 1992: Ein Cop sieht rot (Nails, Fernsehfilm)
- 1992: Der Totenkopf-Mörder (Exclusive, Fernsehfilm)
- 1993: Return to Zork (Videospiel)
- 1997: Eine starke Familie (Step by Step, Fernsehserie, eine Folge)
- 1998: Seinfeld (Fernsehserie)
- 1998–2001: City Guys (Fernsehserie, 2 Folgen)
- 1999: Chicago Hope – Endstation Hoffnung (Chicago Hope, Fernsehserie, eine Folge)
- 1999: Made Men
- 2000: Ready to Rumble
- 2001: Blow
- 2002: Emergency Room – Die Notaufnahme (ER, Fernsehserie, eine Folge)
- 2003: Polizeibericht Los Angeles (Dragnet, Fernsehserie, eine Folge)
- 2004: King of Queens (Fernsehserie, eine Folge)
- 2005: Alias – Die Agentin (Alias, Fernsehserie, eine Folge)
- 2005: Without a Trace – Spurlos verschwunden (Without a Trace, Fernsehserie, eine Folge)